# 독일 연방은행

각 주의 중앙은행

독일 연방은행(독일어: Deutsche Bundesbank 도이체 분데스방크[*]) 또는 분데스방크는 독일의 중앙은행이다.

## 역사
제2차 세계 대전이 끝날 때까지 독일의 중앙은행은 프로이센 은행의 후신인 국가은행(Reichsbank, 라이히스방크)였다. 연합국은 라이히스방크를 해체했고, 1948년 2중구조인 방크 도이처 렌더(Bank deutscher Länder)가 설립되었으나, 1957년 헌법상· 경제상의 이유로 분데스방크로 명칭이 바뀌었다.
1991년 독일의 재통일(동서독 통일) 후 주의 중앙은행과 베를린 중앙은행을 합병하고, 은행권 발행을 독점하며, 금융정책을 관할한다. 본점은 프랑크푸르트암마인에 있다.

## 이익과 손실
1997년 약 124억유로에 달하는 최고의 이익을 냈다. 1973년에는 약 68억 마르크의 최악의 손실을 기록했다.

## 같이 보기
- 독일의 경제